# San Pablo de Nandayure
San Pablo es un distrito del cantón de Nandayure, en la provincia de Guanacaste, de Costa Rica.

## Geografía
San Pablo cuenta con un área de 78,08 km² y una altitud media de 24 m s. n. m.

## Demografía
Para el año 2022, San Pablo cuenta con una población estimada de 2355 habitantes, y para el último censo efectuado, en 2011, San Pablo contaba con una población de 2207 habitantes.

## Localidades
- Poblados: Canjel, Canjelito, Corozal Oeste, Chamarro, Isla Berrugate, Pavones, Puerto Thiel, San Pablo Viejo.

## Transporte

### Carreteras
Al distrito lo atraviesan las siguientes rutas nacionales de carretera:
- Ruta nacional 21
- Ruta nacional 623